# Торф'яне
Торф'яне́ —  село в Україні, у Бучанському районі Київської області. Населення становить 1 осіб. Входить до складу Бородянської селищної громади.
До території села прилягає великий дачний масив більше - 2000 дачних будиночків. Тому в літній період року населення суттєво збільшується. Через Торфяне протікає річка Таль.
Село виникло не раніше середини 1940-х років.
Під час другої світової війни (німецькою стороною), з Торф'яного та прилеглих територій вивозився торф, для чого було прокладено вузькоколійну гілку залізниці. Залишки даної гілки знаходили в 90-х роках, а саме залишки рейок з гербами тодішньої Німеччини. Діяльність німецької сторони призвело до значного зменшення родючого ґрунту, та заболочування. На даний час товщина умовно родючого ґрунту не перевищує 20-40 см., а на значній території він зовсім відсутній, навіть на супутникових знімках видно пісок на поверхні.
Пісок на поверхні внаслідок видобутку торфу.

## Населення

### Мова
Розподіл населення за рідною мовою за даними перепису 2001 року:
| Мова       | Кількість | Відсоток |
| ---------- | --------- | -------- |
| українська | 1         | 100%     |

| Україна | Це незавершена стаття з географії України. Ви можете допомогти проєкту, виправивши або дописавши її. |

1. ↑  Рідні мови в об'єднаних територіальних громадах України — Український центр суспільних даних